# George Band

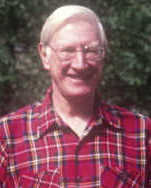
George Band

George Band OBE (* 2. Februar 1929 in Taiwan; † 26. August 2011 in Hampshire) war ein britischer Bergsteiger. Er begann in den Alpen mit dem Bergsteigen, als er Student am Queens College, Oxford war.
1953 nahm er an der erfolgreichen Mount-Everest-Expedition teil. Er war dort der jüngste Bergsteiger, stand aber nicht auf dem Gipfel. Am 25. Mai 1955 bestieg er zusammen mit Joe Brown als Erster den Kangchendzönga. Sie blieben aus Respekt vor den religiösen Gefühlen der Nepalesen wenige Meter unterhalb des Gipfels stehen. Die meisten Bergsteiger halten sich seitdem an diese Tradition.